# 浦野靖人
浦野 靖人（うらの やすと、1973年4月4日 - ）は、日本の政治家。日本維新の会所属の衆議院議員（5期）。日本維新の会選対委員長代行、衆議院消費者問題特別委員長。
大阪府議会議員（3期）、日本維新の会政務調査会長代行、国会議員団政務調査会長、組織局長などを歴任。

## 来歴
大阪府松原市生まれ。清風高等学校、聖和大学教育学部卒業。大学在学中に保育士資格を取得。
卒業後、社会福祉法人立青福祉会天美保育園、大阪府社会福祉協議会に勤務し、社会福祉法人立青福祉会理事や日本保育協会大阪支部理事を務める。
2003年、大阪府議会議員選挙に自由民主党公認で松原市選挙区から立候補し、当選した。
2007年にも自民党公認で再選されたが、2期目の任期途中に自民党を離党。橋下徹大阪府知事らが結党した大阪維新の会に参加した。
2011年の大阪府議会議員選挙では、大阪維新の会公認で3選。
2012年、大阪府議会議員を辞職し、第46回衆議院議員総選挙に大阪15区から日本維新の会公認で立候補。自民党元職の竹本直一、日本未来の党前職の大谷啓らを破り、当選した。
2014年の日本維新の会分党に際しては、橋下による新党結成を目指すグループに加わり、分党後は維新の党結党に参加した。同年の第47回衆議院議員総選挙では、維新の党公認で大阪15区から立候補し、選挙区では自民党前職の竹本に敗れたが、重複立候補していた比例近畿ブロックで復活し、再選。
2015年の維新の党分裂に際しても橋下徹らのグループに加わり、おおさか維新の会（翌年に日本維新の会に党名変更）結党に参加した。
2017年の第48回衆議院議員総選挙では、日本維新の会公認で大阪15区から出馬し、選挙区では前回より票差を縮めたものの、竹本に再び敗れ、比例近畿ブロックで復活し、3選。
2019年1月より党国会議員団政務調査会長代行。2020年3月より党本部の政務調査会長代行も兼務。2020年9月、国会議員団政務調査会長に就任。
2021年10月31日、第49回衆議院議員総選挙において、自民党新人の加納陽之助（竹本直一の娘婿）に比例復活も許さぬ大勝で4選。衆院選後、国会議員団政務調査会長を退任し、党組織局長に就任。
2024年10月27日、第50回衆議院議員総選挙において、元大阪府河内長野市長で自民党新人の島田智明ら3人を破り5選（島田は比例復活）。11月13日、衆議院消費者問題特別委員長に就任。
2025年8月19日、党選対委員長代行に就任。

## 政策・主張
- 日本国憲法の改正に賛成だが、日本国憲法第9条の改正への賛否は明らかにしていない[15]。
- 憲法への緊急事態条項の創設に賛成[15]。
- 参議院議員通常選挙で隣接する県を1つの選挙区にする「合区」をなくすための憲法改正に反対[15]。
- アベノミクスを評価しない[15]。
- 高収入の一部専門職を労働時間規制から除外する高度プロフェッショナル制度の導入に賛成[15]。
- 日本の原子力発電について「当面は必要だが、将来的には廃止すべきだ」としている[15]。
- カジノの解禁に賛成[15]。
- 日本の核武装について「今後の国際情勢によっては検討すべきだ」としており、非核三原則の「持ち込ませず」の部分についても「議論すべきだ」としている[15]。
- 女性宮家の創設に反対[15]。
- 選択的夫婦別姓制度導入について「どちらとも言えない」としている[16]。
- 受動喫煙防止を目的に原則屋内禁煙とする健康増進法改正に賛成しており[17]、屋内禁煙に反対する議員連盟「もくもく会」による激しい抵抗を受けていることを再三言及している[18][19][20]。

## 人物
- 父は元大阪府議会議員の浦野靖彦[4]。祖父母も政治家であり、自身は「世襲四代目」であると述べている[21]。
- 趣味はスキーで、高校・大学在学中はアルペン競技スキー選手[4]。

## 発言
- 2014年3月6日、日本維新の会エネルギー調査会の初会合の席上、トルコ共和国への原子力発電所輸出を可能にする日・トルコ原子力協定について、党のエネルギー調査会長を務める石原慎太郎共同代表が日本維新の会の反対方針に従わず、採決で賛成票を投じる意向を示した際に「（党の決定に）反対なら党から出ていったらよろしいですやん」と石原を批判し、離党を勧告した[22]。
- 2015年8月14日、同年の山形市長選挙で日本共産党を含む野党の推薦を受けて出馬していた候補者の応援に出向いた維新の党幹事長（当時）の柿沢未途に対し、自身のTwitter上で「辞職よろしくお願いします」と投稿し、幹事長を辞任するよう勧告した[23]。柿沢は松井一郎からも辞任を求められたものの拒否し、松野頼久代表（当時）も柿沢の辞任を否定したため、橋下徹や松井らが維新の党を離党して新党を結成する意向を表明し、維新の党は事実上分裂[24][25]。9月8日、柿沢は松野代表から幹事長を解任された[26]。維新の党の分裂により、浦野自身も維新の党を離党し、おおさか維新の会の結党に参加した[8]。

## 所属団体・議員連盟
- 日本会議国会議員懇談会
- パチンコチェーンストア協会（政治分野アドバイザー）[27]
- 国際観光産業振興議員連盟（事務局次長）
- 松原市倫理法人会（顧問）
- 人権外交を超党派で考える議員連盟 [28]

## 選挙歴
| 当落 | 選挙                     | 執行日         | 年齢 | 選挙区       | 政党           | 得票数     | 得票率 | 定数 | 得票順位 /候補者数 | 政党内比例順位 /政党当選者数 |
| ---- | ------------------------ | -------------- | ---- | ------------ | -------------- | ---------- | ------ | ---- | ------------------ | ---------------------------- |
| 当   | 2003年大阪府議会議員選挙 | 2003年4月13日  | 30   | 松原市選挙区 | 自由民主党     | 1万7704票  | 40.32% | 2    | 1/3                | /                            |
| 当   | 2007年大阪府議会議員選挙 | 2007年4月8日   | 34   | 松原市選挙区 | 自由民主党     | 1万6328票  | 38.56% | 2    | 1/3                | /                            |
| 当   | 2011年大阪府議会議員選挙 | 2011年4月10日  | 38   | 松原市選挙区 | 大阪維新の会   | 1万7604票  | 39.75% | 2    | 1/4                | /                            |
| 当   | 第46回衆議院議員総選挙   | 2012年12月16日 | 39   | 大阪府第15区 | 旧日本維新の会 | 9万1830票  | 41.17% | 1    | 1/4                | /                            |
| 比当 | 第47回衆議院議員総選挙   | 2014年12月14日 | 41   | 大阪府第15区 | 維新の党       | 7万4483票  | 38.87% | 1    | 2/3                | 5/8                          |
| 比当 | 第48回衆議院議員総選挙   | 2017年10月22日 | 44   | 大阪府第15区 | 日本維新の会   | 7万4368票  | 39.75% | 1    | 2/3                | 5/5                          |
| 当   | 第49回衆議院議員総選挙   | 2021年10月31日 | 48   | 大阪府第15区 | 日本維新の会   | 11万4861票 | 54.10% | 1    | 1/3                | /                            |
| 当   | 第50回衆議院議員総選挙   | 2024年10月27日 | 51   | 大阪府第15区 | 日本維新の会   | 7万7584票  | 41.28% | 1    | 1/4                | /                            |